# رئيس المجلس الوطني للجهات و الاقاليم
رئيس المجلس الوطني للجهات والأقاليم وسابقا رئيس مجلس المستشارين، هو رئيس مجلس الجهات والأقاليم وهو الغرفة العليا للوظيفة التشريعية بتونس.

## القائمة

### مجلس المستشارين (بين 2005 و2011)
| الاسم | الاسم                   | الاسم | تواريخ العهدة | تواريخ العهدة | الحزب                      | المجلس التشريعي                 |
| ----- | ----------------------- | ----- | ------------- | ------------- | -------------------------- | ------------------------------- |
| 1     | عبد الله القلال         |       | 16 أوت 2005   | 25 جانفي 2011 | التجمع الدستوري الديمقراطي | المدة التشريعية الأولى والثانية |
| -     | المكي العلوي (بالنيابة) |       | 25 جانفي 2011 | 23 مارس 2011  | التجمع الدستوري الديمقراطي | المدة التشريعية الثانية         |

### المجلس الوطني للجهات والأقاليم (منذ 2024)
| الاسم | الاسم         | الاسم | تواريخ العهدة | تواريخ العهدة | الحزب | المجلس التشريعي        |
| ----- | ------------- | ----- | ------------- | ------------- | ----- | ---------------------- |
| 1     | عماد الدربالي |       | 19 أفريل 2024 | حتى الآن      | مستقل | المدة التشريعية الأولى |